# Tallahassee lassie
Tallahassee lassie is een single van Freddy Cannon. Het is afkomstig van zijn album The explosive Freddy Cannon. Het nummer is geschreven door de moeder van Freddy Cannon Mimi Picariello. Het had wenig gescheeld of het liedje was nooit uitgebracht. De opnamen waren niet naar de zin van diverse platenlabels, ze vonden het “te grof” opgenomen. Het producersduo Slay en Crewe vonden uiteindelijk Swan bereid het uit te brengen. Zij konden succes boeken. Het lied gaat over een meisje (lassie) uit Tallahassee, Florida met een goed “chassis”, die goed kan dansen. Er zijn ongeveer twintig covers van bekend van Jan & Dean tot aan Fleetwood Mac (jaren 60) en van Mud tot aan The Rolling Stones; zij brachten het in 2011 uit op de heruitgave van hun album Some Girls.
Volgens overlevering vond Mick Jagger het nummer zo goed, dat het hem inspireerde tot Brown Sugar.

## Hitnotering
Het liedje haalde de zesde plaats in vijftien weken in de Billboard Hot 100 en in acht weken plaats 17 in de Britse Single top 50. Nederland en België hadden nog geen hitlijsten.

### NPO Radio 2 Top 2000
Tallahassee lassie stond alleen in 1999 in de NPO Radio 2 Top 2000, op plek 1863.